# Shakujii-kōen (estación)
La estación Shakujii-kōen (石神井公園駅, Shakujii-kōen-eki) es una estación ferroviaria en la línea Seibu Ikebukuro de Nerima, Tokio, Japón, operada por la empresa ferroviaria privada Seibu Railway.

## Líneas
La estación de Shakujii-kōen es servida por la línea Seibu Ikebukuro desde Ikebukuro en Tokio, con algunos servicios enlazados con la línea Yūrakuchō del metro de Tokio a Shin-Kiba y la línea Fukutoshin del metro de Tokio a Shibuya, y hacia adelante con la línea Tōkyū Tōyoko y con la línea Minato Mirai a Motomachi-Chukagai. Situada entre Nerima-Takanodai y Ōizumi-gakuen, está a 10.6  km del fin de la línea en Ikebukuro.

## Diseño de la estación
La estación consta de dos plataformas de islas elevadas que sirven cuatro carriles.

### Plataformas
1 y 2 - Seibu Ikebukuro Line hacia Tokorozawa y Hannō.
3 y 4 - Seibu Ikebukuro Line hacia Nerima e Ikebukuro (línea Yurakucho del metro a Shin-Kiba, y línea Fukutoshin del metro a la línea Shibuya Tokyu Toyoko para la línea Yokohama Minatomirai a Motomachi-Chukagai 

## Historia

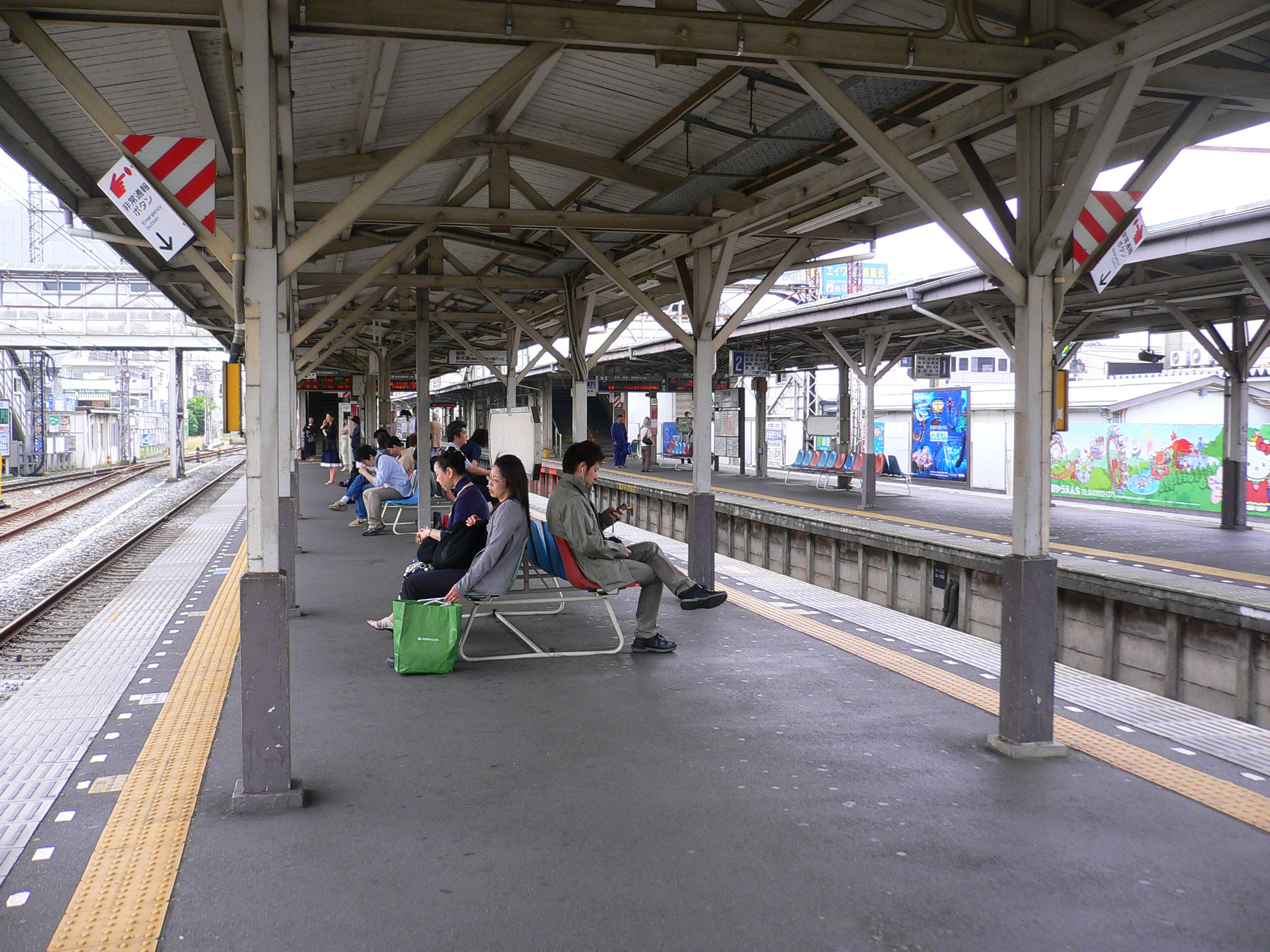
Plataformas originales a nivel del suelo, junio de 2006

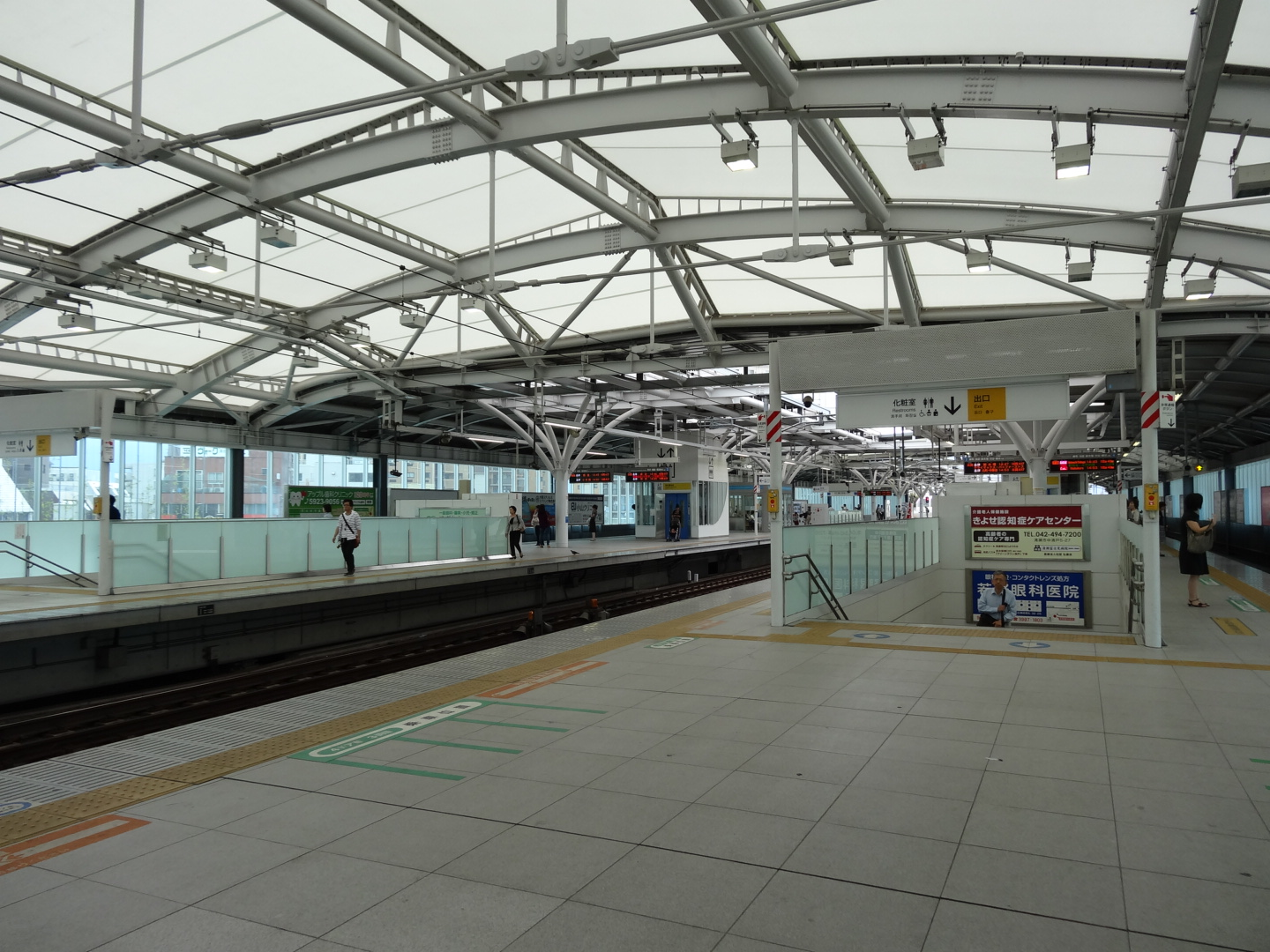
Plataformas elevadas actuales, octubre de 2013

La estación se abrió por primera vez como Shakujii Station (石神井駅?)  el 15 de abril de 1915, y pasó a llamarse Shakujii-kōen el 1 de marzo de 1933. La estación se elevó el 7 de febrero de 2010 (las plataformas 3 y 4), el 17 de abril de 2011 (la plataforma 2) y el 23 de junio de 2012 (la plataforma 1).
La numeración de la estación se introdujo en todas las líneas de ferrocarril de Seibu durante el año fiscal 2012, convirtiéndose la estación Shakujii-kōen en la "SI10".
Corriendo hacia y desde Yokohama y Motomachi-Chukagai  a través de la línea Tokyu Toyoko y la línea Minatomirai comenzaron el 16 de marzo de 2013.

## Estadísticas de pasajeros
En el año fiscal 2013, la estación fue la undécima más concurrida de la red Seibu, con un promedio de 74.212 pasajeros diarios.
Las cifras de pasajeros de años anteriores se muestran a continuación. 
| Año fiscal | Promedio diario |
| ---------- | --------------- |
| 2000       | 65,157          |
| 2009       | 70,043          |
| 2010       | 69,515          |
| 2011       | 68,820          |
| 2012       | 71,041          |
| 2013       | 74,212          |

## Alrededores

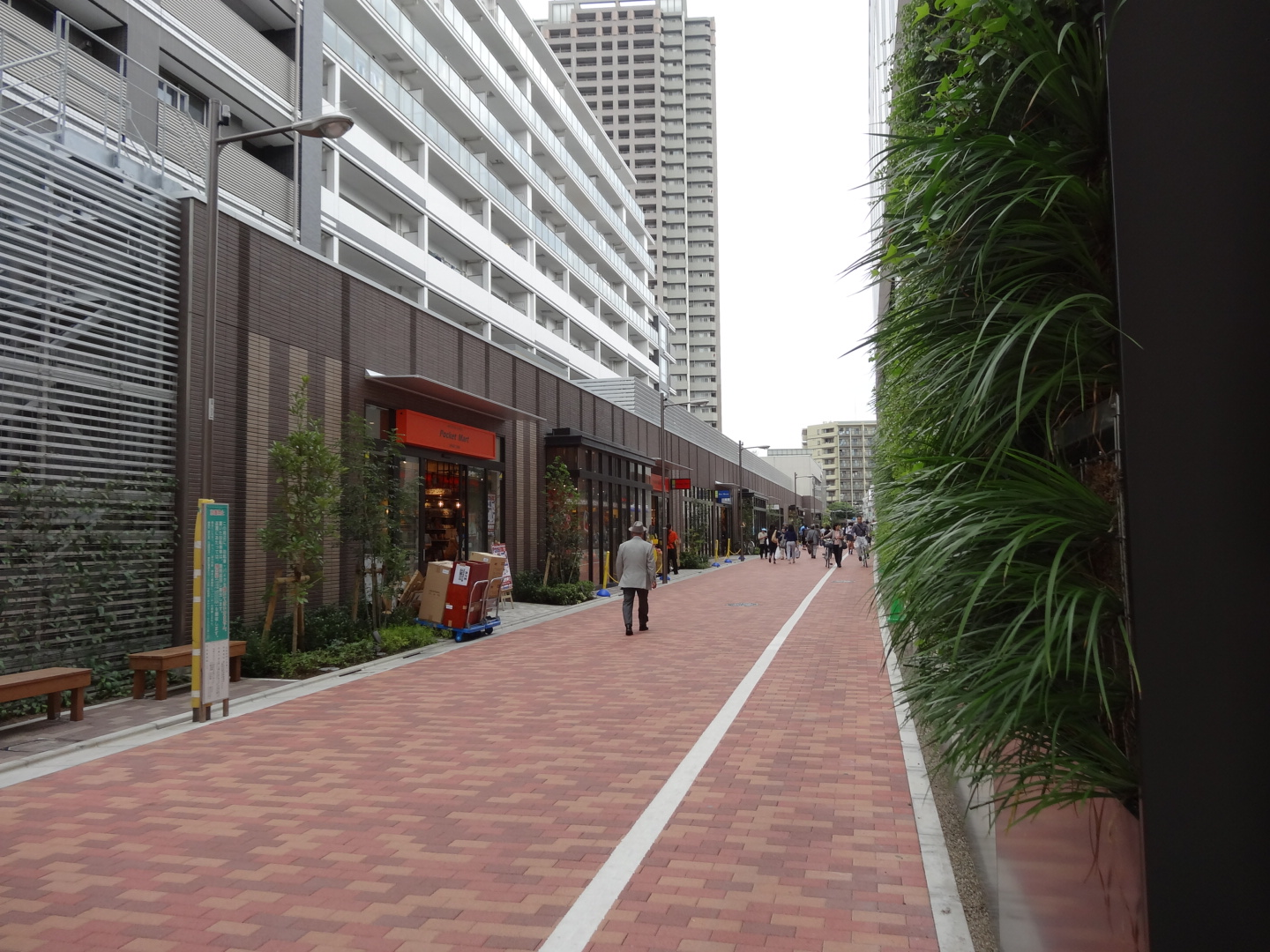
Emio Shakujii-kōen, octubre de 2013

Las calles alrededor de la entrada sur de la estación son bastante estrechos y se han hecho esfuerzos para alentar el uso de la entrada norte, un área más grande y más abierta donde se encuentran paradas de autobús, estacionamiento, un supermercado Isetan y parqueaderos para bicicletas. Sin embargo, la entrada sur, más cerca de las áreas residenciales, las calles comerciales más tradicionales y el Parque Shakujii (cuyo nombre lleva la estación) sigue teniendo un mayor uso, por eso el área a su alrededor permanece bastante congestionada alrededor de las horas pico. El 23 de marzo de 2013, se construyó una entrada oeste adicional frente a las entradas norte y sur originales que se han denominado a ambas "entrada central". Los planes para ampliar el área de la plaza de la estación se han incluido en los próximos proyectos de construcción de tendido de vías. 
Se espera que una extensa área comercial y de vivienda llamada "Eminade Shakujii-kōen" se construya alrededor de la estación.
Dos terminales de autobuses se encuentran dentro de la estación Shakujii-kōen: "Entrada norte de la estación Shakujii-kōen" y "Entrada sur de la estación Shakujii-kōen". Las terminales son atendidas por las empresas: Seibu Bus, Airport Limousine, Kantō Bus y Kokusai Kōgyō Bus. 
Los servicios de autobuses disponibles desde la estación de Shakujii-kōen son los siguientes:
| Número (s) de servicio | Destino                                             | Operador (es)                          | Terminal |
| ---------------------- | --------------------------------------------------- | -------------------------------------- | -------- |
| 石 02 石 03 石 04      | Estación Narimasu                                   | Seibu Bus, Kokusai Kōgyō Bus           | norte    |
| 石 01                  | Circular Shakujii                                   | Seibu Bus, Kokusai Kōgyō Bus           | norte    |
| 吉 60 石 11 吉 60-2    | Narimasu-chō                                        | Seibu Bus                              | norte    |
| 吉 60 吉 60-2 吉 60-3  | Estación Kichijōji                                  | Seibu Bus                              | norte    |
| 石 11                  | Garaje de autobuses Seibu                           | Seibu Bus                              | norte    |
|                        | Aeropuerto de Haneda                                | Limusina del aeropuerto, autobús Seibu | norte    |
| 荻 14 石 22            | Estación Ogikubo a través de la estación Kami-Igusa | Seibu Bus                              | sur      |
| 荻 11 石 21            | Estación Ogikubo a través de la estación Iogi       | Seibu Bus, Kantō Bus                   | sur      |
| 阿 50                  | Estación Asagaya                                    | Kantō Bus                              | sur      |